# 랜드매스
《랜드매스》(Landmass)는 웨이포인트에서 개발하고, 효성 CTX와 iMBC 게임에서 공동으로 배급하는 1인칭 슈팅 게임이다. 맵과 설정에 따라 최대 40명까지 수용되며, 플레이어가 모렛츠(MO-RATS)라고 불리는 파워드 슈츠에 탑승하여 싸우는 것이 특징이다. 같은 시기에 공개된 언리얼 엔진 3.0을 채용한 아바, 헉슬리와는 달리 한 단계 낮은 2.5버전을 채용하였다. 2010년 9월 20일 서비스가 종료되었다.

## 역사

### 대한민국
- 클로즈 베타 서비스
  1. 2006년 10월 11일 ~ 10월 15일
  2. 2006년 10월 27일 ~ 11월 1일
  3. 2006년 12월 26일 ~ 12월 30일
- 스트레스 테스트 - 2007년 3월 19일 ~ 3월 21일
- 프리 오픈 서비스 - 3월 30일 ~ 4월 30일
- 오픈 베타 서비스 - 5월 11일 금요일 12:00 (GMT +09:00) ~ 2010년 9월 20일

2007년 12월 13일부터 문화방송와 공동 배급을 제휴하게 되면서 MBC게임으로 옮겨졌고, 12월 30일 효성CTX에서 iMBC 게임으로 데이터베이스가 모두 옮겨졌다.

### 일본
2007년 11월 16일, 제작사인 효성 CTX는 일본의 벨크스 사와 배급 계약이 체결되어, 현지화 작업에 착수하였다. 2008년 2월 12일, 일본에서의 서비스명으로 공속기전 LANDMASS(攻速機戦 LANDMASS)로 이름이 지어지고 일본판의 독자적인 로고가 공개되었다. 일본 시각으로 3월 6일 15시부터 3월 11일 11시까지 네트워크 테스트를 실시하였고, 4월 상반기에 오픈 베타 테스트를 거쳐 4월 안에 정식 서비스를 시작한다고 발표했으며 이후 5월 9일에 정식서비스를 개시했지만, 웨이포인트가 해체되면서 6월 6일에 캐시아이템의 판매를 중단하였고 같은 해 10월 31일 14시에 서비스가 종료되었다.
언어현지화와 함께 일본판에서의 등장인물의 목소리를 맡았던 성우는 다음과 같다.
- 나카타 죠지 - 사령관
- 나카오 에리 - 오퍼레이터, 여성 병사
- 히라마츠 히로카즈 - 남성 병사

### 브라질
특이하게도 한국보다 클로즈베타와 오픈베타를 먼저 실시했다(브라질 유저와 구글 번역기로 메일교환 결과). 일본 서비스가 종료된 이후에도 현재까지 업데이트, 패치가 정지된 상태로 서비스는 되고 있는 것으로 확인되고 있다.

## MO-RATS
게임의 설정에서 모레츠 또는 모레츠라고 불리는 1980년에 개발에 착수되어 2022년까지 실전에 배치된 파워드 슈츠를 가리킨다. 정식 명칭은 Master's motion - Reflecting materialize type mobile armor system으로 각 용도에 따라 어썰트 클래스, 스나이퍼 클래스, 디펜스 클래스, 엔지니어 클래스, 그리고 특수한 기능을 가진 스페셜 클래스를 포함하여 5가지로 나뉜다.

## 게임 방식
랜드매스는 데스매치와 팀 데스매치, 오퍼레이션의 3가지 방식을 제공한다. 오퍼레이션의 방식은 목표가 더해진 한판승제로 운영되며, 맵에 따라 수행하게 되는 목표가 다르다. 해당 판에서 사살되면 다음 판이 시작될때까지 부활할 수 없으며, 목표를 완수하거나 한쪽이 모두 사살될 경우 이긴 것으로 간주된다. 주로 공격팀은 주어진 임무로 갖가지 공작을 수행하고, 방어팀은 공격팀의 공작을 방해하는 역할을 맡는다.
| 데스매치                                                                                              | 오퍼레이션                      |
| --- | ------------------------------- |
| - 2nd Harbor - Bunker - Daellon Canyon - Gold mine - Jeper Canal - Ordnance - Phantom City - Valkyrie | - Airport - Forest out - Merdes |

## 참조
1. ↑  최정열 (2006년 10월 16일). “랜드매스 1차 테스트 리뷰”. 게임샷. 2008년 2월 22일에 확인함.
2. ↑  “iMBC 랜드매스 오픈 안내”. 2007년 12월 13일. 2008년 2월 18일에 확인함.[깨진 링크(과거 내용 찾기)]
3. ↑  정보람 (2007년 11월 6일). “메카닉 FPS 랜드매스, 일본 진출 계약 체결”. 게임스팟. 2008년 2월 22일에 확인함.[깨진 링크(과거 내용 찾기)]
4. ↑  후나츠 미노루 (2008년 2월 12일). “벨크스, 온라인 SF 액션 슈팅 「공속기전 LANDMASS」 2008년, 정식 서비스 개시결정” (일본어). 게임와치. 2008년 2월 19일에 원본 문서에서 보존된 문서. 2008년 2월 22일에 확인함.
5. ↑  류사와 슈 (2008년 9월 30일). “벨크스, WIN「공속기전 LANDMASS」 10월 31일에 서비스 종료” (일본어). 게임와치. 2008년 11월 30일에 확인함.